# Lizzie Frost Rattray

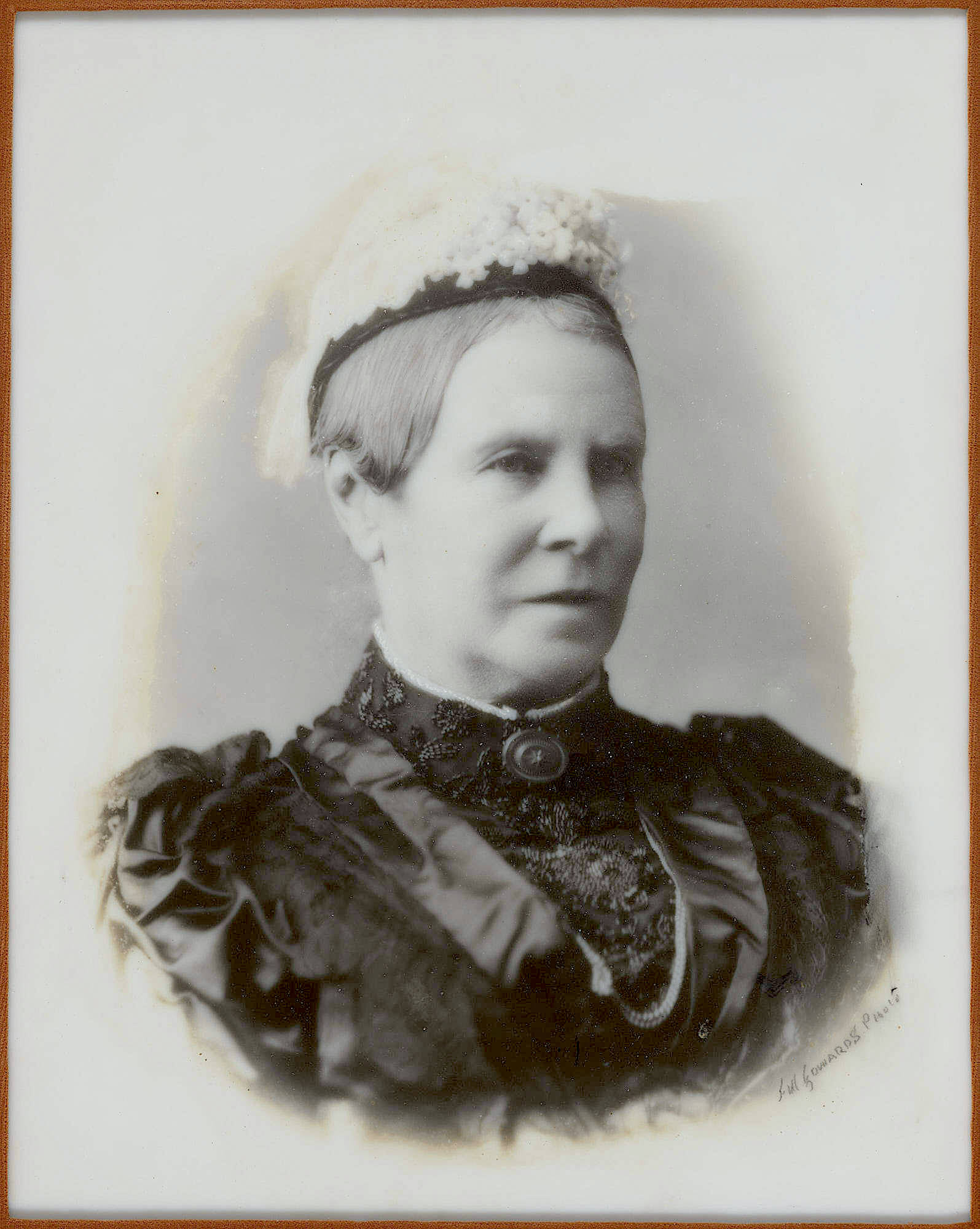
Lizzie Frost Rattray
(zwischen 1900 und 1909)

Lizzie Frost Rattray geb. Fenton (* 22. März 1855 in Dunedin, Region Otago, Neuseeland; † 12. August 1931 in Auckland, Neuseeland) war eine neuseeländische Suffragette und Journalistin. Sie gilt als eine der ersten Journalistinnen des Landes. 

## Frühes Leben
Lizzie Frost Fenton wurde am 22. März 1855 als Tochter der Eheleute Mary Lister und Archdeacon John Fenton, einem anglikanischer Geistlichen, in Dunedin geboren. Ihre schulische Ausbildung erhielt sie in England und Frankreich. Als sie zurück nach Neuseeland kam, zog sie zunächst zu ihrer Familie, die in Oamaru, rund 120 km nördlich von Dunedin lebte.

## Leben
1880 zog sie nach Auckland und übernahm dort die Leitung des Young Women's Institute, einem Vorläufer der Young Women’s Christian Association (YWCA). Drei Jahre später heiratete sie am 1. März 1883 William Rattray, einen bekannten Tuchhändler in Auckland und übernahm seinen Nachnamen. Sie teilte das Engagement ihres Mannes, der nebenbei ehrenamtlicher Sekretär der St John Ambulance Association war. Lizzie Rattray war Mitglied der anglikanischen Kirche St. Luke's und engagierte sich in den Wohlfahrtsorganisationen wie der St Barnabas' Association, des Order of the Good Shepherd und der Girls' Friendly Society.